# Tông Việt
Tông Việt (chữ Hán: 宗越, 408 – 466), người đất Diệp, quận Nam Dương, là tướng lĩnh nhà Lưu Tống thời Nam triều trong lịch sử Trung Quốc.

## Binh nghiệp
Tông Việt xuất thân hàn vi, không được mọi người biết đến. Về sau, khi cha bị giết, giữa ban ngày, ông giết luôn kẻ thù trên phố lớn. Thái thú Hạ Hầu Mục quý mến sự dũng cảm nên cho Tông Việt làm Đội trưởng, sau đó liên tục cử ông đi phá bọn đạo tặc, lần nào cũng đại thắng trở về. Nhà Tông Việt rất nghèo, không có tiền mua ngựa, mỗi lần đi làm nhiệm vụ, ông đều vác đao đi bộ, nhưng vào trận lại rất dũng mãnh, một mình có thể địch rất nhiều người khác. Mỗi lần chiến thắng, Tông Việt lại được thưởng nhiều tiền, dần dần mới mua được một con chiến mã.
Năm Nguyên Gia thứ 27 (năm 450), Tông Việt theo Liễu Nguyên Cảnh phá Ngụy, lập công lớn nên phong làm Hậu quân tham quân đốc hộ. Năm Đại Minh thứ 5 (năm 459), Tông Việt theo Thẩm Khánh Chi phụng mệnh trấn áp cuộc nổi loạn của Kính Lăng vương Lưu Đản. Năm Cảnh Hòa thứ nhất (năm 465), Tông Việt được nhận tước hầu, bổ nhiệm làm Du kích tướng quân, trực các. Sau khi Hiếu Vũ Đế qua đời, Lưu Tử Nghiệp lên ngôi hoàng đế, tức là Tiền Phế Đế. Lưu Tử Nghiệp bản tính hung ác vô đạo, còn bọn Tông Việt, Đàm Kim, Đồng Thái Nhất lại luôn làm theo mọi mệnh lệnh của ông ta, tiến hành mưu sát công thần Hà Mại. Do được Phế Đế ban thưởng hậu hĩnh nên bọn Tông Việt một lòng một dạ nghe theo.
Năm đó, Phế Đế đi tuần phía nam bất ngờ bị Lưu Úc sát hại. Sau đó, Lưu Úc mới lên ngôi hiệu là Minh Đế, bọn Tông Việt đều được trọng dụng như cũ. Tuy nhiên họ một lòng tận trung với chủ cũ, nghi ngại vị hoàng đế mới không thực lòng tin dùng. Minh Đế đương nhiên không muốn họ lưu lại trong triều nội nên tìm cách đẩy ra bên ngoài đề phòng hậu hoạn. Tông Việt và những người khác nghe vậy đều rất lo sợ, bèn nảy ý định tạo phản, đem việc ấy bàn với Thẩm Du Chi nhằm lôi kéo thêm vây cánh, nào ngờ Thẩm Du Chi lập tức báo cho Minh Đế biết. Ngay trong hôm đó (năm 466), triều đình hạ lệnh bắt giữ Tông Việt và đồng đảng đem giết hết.

## Tài nghệ và tính cách
Tông Việt rất giỏi trong việc chỉ huy quân sĩ. Ông thường thống lĩnh hàng mấy vạn binh. Tông Việt cưỡi ngựa đi trước, quân sĩ hành quân theo sau. Khi ngựa vừa dừng lại, quân phía sau bắt đầu tập hợp hàng ngũ chỉnh tề, không bao giờ sai lệch. Khi Thẩm Du Chi thay Ân Hiếu Tổ làm tiên phong trong trận Nam Thảo, thấy quân sĩ lo sợ vì Ân Hiếu Tổ vừa mới qua đời, cũng thở dài nói rằng: "Kể ra Tông Việt chết đi cũng đáng tiếc. Ông ta có cách rèn binh hơn hẳn người khác". Tuy có tài nghệ như vậy nhưng Tông Việt lại là người tính tình hung bạo, tàn khốc, thích giết chóc. Trước kia, Vương Huyền Mạc cũng rất nghiêm khắc với bộ hạ của mình nên các tướng sĩ đều nói với nhau rằng: "Thà làm 5 năm dịch đồ còn hơn đầu quân Huyền Mạc, nhưng Huyền Mạc còn chấp nhận, Tông Việt đã giết ta rồi".